# 溴二氟甲烷
溴二氟甲烷，别名哈龙1201、FC-22B1，是一种三卤甲烷气体。
它可由氢气与二溴二氟甲烷在400至600°C下反应来制备。
其临界点的数据为：Tc = 138.83 °C (411.98 K); pc = 5.2 MPa (51.32 bar); Vc = 0.275 dm3.mol-1。
溴二氟甲烷曾用作制冷剂与灭火剂。它属于第一类臭氧层消耗物质（ODS），臭氧破坏潜势（ODP）为0.74，于2000年被蒙特利尔议定书所禁止。